# كالاهان
كالاهان (بالإنجليزية: Callahan)‏ هي مدينة أمريكية تقع في ولاية فلوريدا. تبلغ مساحة هذه المدينة 3.4 (كم²)،ويبلغ عدد سكانها 962 نسمة حسب إحصاء سنة 2010 م 962.تشير إحصاءات سنة 2000م بأن الكثافة السكانية في هذه المدينة تقدر بـ(282.9) نسمة/كم2 